# Quincy (Massachusetts)
Quincy je město v okresu Norfolk County ve státě Massachusetts ve Spojených státech amerických. Nachází se jižně od Bostonu, největšího města ve státě, jehož je Quincy zároveň předměstím. V Norfolk County je Quincy největším městem, přičemž ve státě Massachusetts je Quincy sedmým největším městem vůbec co do počtu obyvatel. 
K roku 2020 zde žilo 101 636 obyvatel. S celkovou rozlohou 70 km² byla hustota zalidnění 2 368 obyvatel na km². Území, kde se město nachází, bylo příchozími Evropany osídleno poprvé v roce 1625. Od roku 1792 nese město svůj název poté, co bylo pojmenováno po politikovi Johnu Quincym. V průběhu 19. a 20. století byl ve městě dominantní průmysl na zpracování žuly. Během 20. století byly ve městě založeny společnosti Dunkin' Donuts a Howard Johnson's. Mezi významné rodáky města patří politici John Adams, John Quincy Adams či John Hancock.